# 僚機

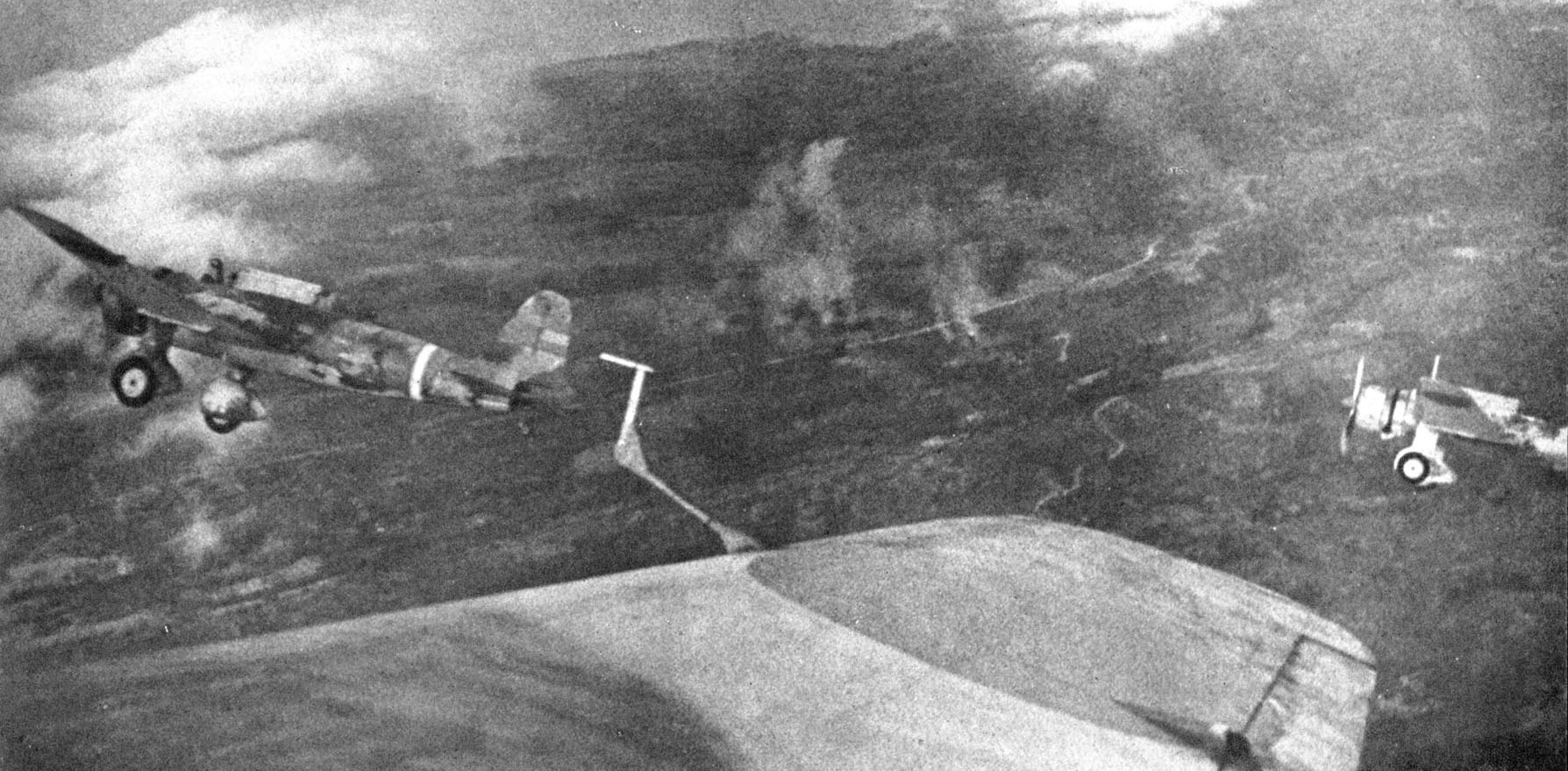
3機編隊の軽爆撃機（九七式軽爆撃機）。この場合、先頭の1機が長機（編隊長）であり、撮影機を含む後方2機がその長機の「僚機」となる

僚機（りょうき、英：wingman）は、広義には自機と編隊を組む友軍機をさし、狭義にはその編隊内において指揮官（部隊長・隊長）が搭乗する長機とペアになる機のこと。ウィングマン、ウィングメイトとも。
主に空軍・陸軍航空部隊・海軍航空部隊など、軍用機を運用する軍隊の航空部隊で用いられることが多い。

## 概要
民間航空と異なり、軍隊の航空部隊では偵察機・観測機・連絡機など一部の機種や特種任務時を除き、危険が多くハンデとなる単機飛行・単機戦闘は控え、最低2機ないし3機の編隊を組むことが原則である。編隊内で指揮官（部隊長・隊長）が搭乗する長機をサポートする機を僚機と呼ぶ。
長機は編隊の誘導と警戒の役目を担い、僚機は長機の指示で任務を遂行する。
例として、ロッテ戦法・戦術は、2機（ロッテ）の戦闘機がハンデとなる単機戦闘を避け、相互支援することによって効率よく、また、安全に攻撃できることを目的とした航空戦における戦術である。2機1組でロッテを組み、「長機」が敵に対し攻撃・追撃を行っている間、もう1機の「僚機」は長機の上空や後方に食らい付き、その援護・哨戒を行う。この際、長機の操縦者は後方を警戒する必要がないため、攻撃に集中する事ができる。僚機の操縦者は長機の操縦者の部下が務めることが多いが、文字通り後ろを任せる存在であるため、僚機の存在は重要な役割を占める。
なお、船舶・艦艇・軍用車両においても僚機と同様の単語は用いられており、それぞれ僚船・僚艇・僚艦・僚車と称される。

## 戦闘機以外

### 爆撃機

12機のB-17によるコンバット・ボックス

爆撃機は編隊を組んで飛行すれば見張りの分担により効率的な防御が可能となる。アメリカ軍では10機以上が密集した編隊を形成するコンバット・ボックスにより、弾幕密度を上げて接近を防いでいた。
編隊は長機の指示で爆撃のタイミングや目標の変更などを行うが、それぞれに任務機長が搭乗しているため、戦闘機よりも依存度は少ない。

### 哨戒機

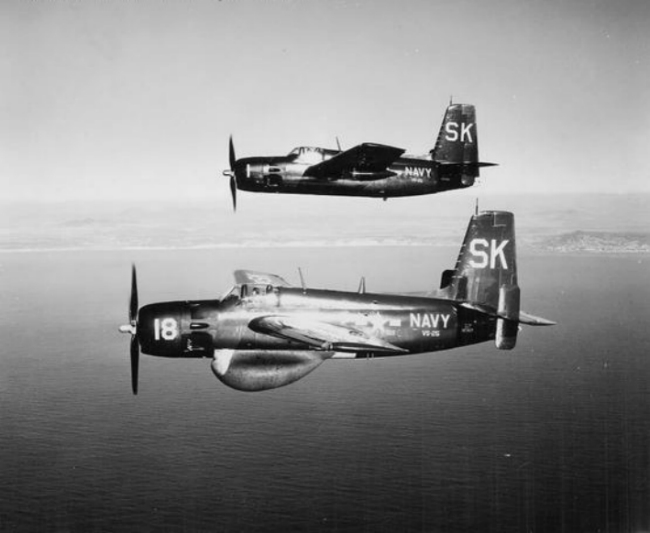
手前がハンター機（AF-2W）、奥がキラー機（AF-2S）

対潜哨戒機では、捜索機と攻撃機がペアとなって行動するハンターキラー戦術が第二次世界大戦中から始まり、AF-2WとAF-2Sから構成される航空システム「AF ガーディアン」などが運用されたが、機材の進化により、ハンターとキラーの兼任が可能となったため、現代では行われない。

## 将来

### 無人機
主力を退いた戦闘機を無人機に改造し、有人戦闘機の僚機として対地攻撃など危険な任務を行わせる『ロボット僚機』の計画が進められている。
XQ-58のように最初から有人機の僚機として設計された機体もある。

### ネットワーク化
長機と僚機は音声無線により連絡を取っていたが、ネットワーク中心の戦いではセンサーから取得した情報を僚機間で共有することで、客観的な情報を元に連携をとることが可能となる。
i3 FIGHTERなどの第6世代ジェット戦闘機では、早期警戒管制機やUAV、地上のレーダーなどをネットワークで連携させ、地上の司令センターが直接編隊を指揮する構想も存在する。

## リンク
- 戦闘機用統合火器管制技術の研究 - 防衛装備庁